# The Real Thing (album Faith No More)
The Real Thing – trzeci album amerykańskiej grupy muzycznej Faith No More wydany w 1989 roku. 
Album promował singiel "Epic". Na albumie znajduje się cover grupy Black Sabbath – "War Pigs". 

## Lista utworów
1. "From Out of Nowhere" (muz. Gould/Bottum; sł. Patton) – 3:22
2. "Epic" (muz. Gould/Martin/Bottum/Bordin; sł. Patton) – 4:52
3. "Falling to Pieces" (muz. Gould/Bottum/Martin; sł. Patton) – 5:17
4. "Surprise! You're Dead!" (muz. Martin; sł. Patton) – 2:27
5. "Zombie Eaters" (muz. Martin/Gould/Bordin/Bottum; sł. Patton) – 6:00
6. "The Real Thing" (muz. Gould/Bottum; sł. Patton/Gould) – 8:12
7. "Underwater Love" (muz. Gould/Bottum; sł. Patton) – 3:51
8. "The Morning After" (muz. Gould/Bottum/Martin; sł. Patton) – 3:43
9. "Woodpecker from Mars" (instrumental, muz. Martin/Bordin) – 5:40
10. "War Pigs" (Butler/Iommi/Osbourne/Ward) – 7:44
11. "Edge of the World" (muz. Gould/Bottum/Bordin; sł. Patton) – 4:12

## Twórcy
- Mike Bordin – perkusja
- Roddy Bottum – keyboard
- Billy Gould – gitara basowa
- "Big" Jim Martin – gitara
- Mike Patton – wokal

## Interpretacje
- Cover utworu "Zombie Eaters" stworzyła grupa Ill Niño i opublikowała na albumie The Undercover Sessions (2006).
- Cover utworu "From out of Nowhere" nagrały zespoły Apocalyptica (album "Inquisition Symphony" z 1998 r.), Helloween (album "Metal Jukebox" z 1999 r.) i Eldritch (album "Neighbourhell" z 2006 r.).